# Prehnit

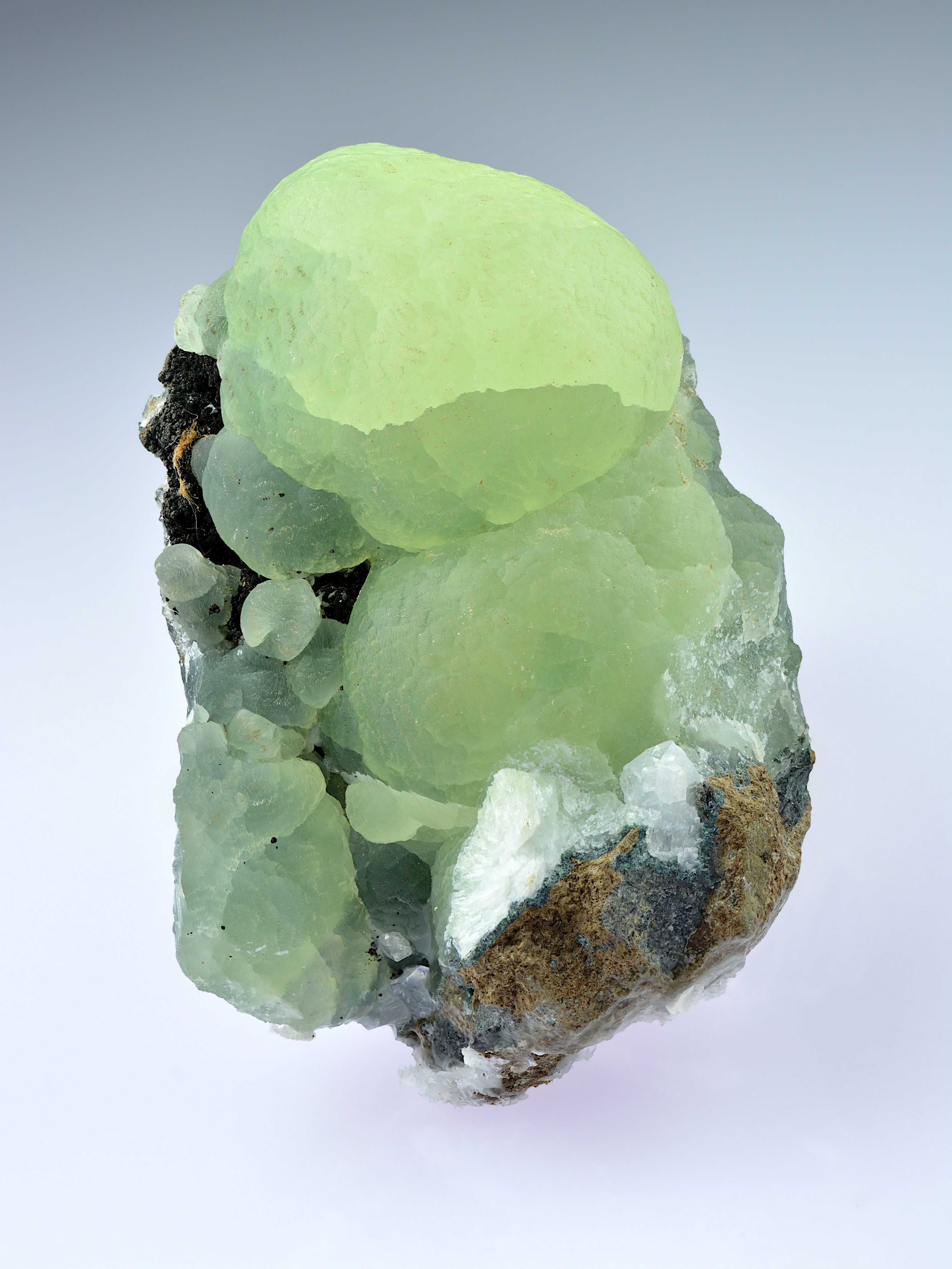
Prehnit ásvány

A prehnit a szilikátok osztályába tartozó ásványfaj. Elnevezésének eredete: a holland Hendrik von Prehn (1733–1785) báróról, aki felfedezte az ásványfajt.

## Kémiai és fizikai tulajdonságai
- Képlete: Ca2Al[(AlSi3)O10(OH)2]
- Szimmetriája: rombos (piramisos)
- Sűrűsége: 2,80-2,95 g/cm³
- Keménysége: 6-6,5 (a Mohs-féle keménységi skála alapján)
- Hasadása: jó (001 szerint)
- Színe: átlátszó; világos színű, leggyakrabban fehér, világoszöld, kékeszöld vagy sárga
- Fénye: üveg- vagy gyöngyházfényű

## Szerkezete
Kristályrácsa átmeneti típusú az inoszilikátok és a filloszilikátok között.

## Megjelenési formái, genetikája
Gyakran sugaras, legyezőszerű halmazokat alkot, továbbá táblás, rövidprizmás megjelenésű is lehet.
Bázisos magmás kőzetek üregeiben, hasadékaiban fordul elő. A kisfokú metamorfózis során képződött metamorfitok – prehnit-pumpellyit fácies – kritikus ásványa. Zeolitokkal és az epidot-csoport ásványaival társul.